# Giovanni Bracco
Giovanni Bracco (ur. 6 czerwca 1908 w Bielli, zm. 6 sierpnia 1968 tamże) – włoski kierowca wyścigowy.

## Kariera
W swojej karierze wyścigowej Bracco poświęcił się startom w wyścigach Grand Prix oraz w wyścigach samochodów sportowych, także tych zaliczanych do klasyfikacji Mistrzostw Świata Samochodów Sportowych. W 1951 roku Włoch odniósł zwycięstwo w klasie S 2.0 24-godzinnego wyścigu Le Mans. W sezonie 1950 Formuły 1 został zgłoszony do 1950 przez Ferrari. Został jednak wycofany przed rundą.